# Lacon querceus
Lacon querceus es una especie de escarabajo del género Lacon, tribu Agrypnini, familia Elateridae. Fue descrita científicamente por Herbst en 1784.
Se distribuye por Francia, Alemania, Reino Unido, Austria, Suiza, Hungría, Chequia, Rumania, Suecia y Estados Unidos. La especie se mantiene activa durante todos los meses del año.